# 1990년 뉴욕 영화 비평가 협회상
제56회 뉴욕 영화 비평가 협회상은 1990년 영화를 대상으로 하는 시상식이다.

## 수상 및 후보

### 작품상
- 좋은 친구들

### 감독상
- 좋은 친구들 - 마틴 스코세이지 수상

### 각본상
- 브릿지 부부 - 루스 프라워 자브발라 수상

### 여우주연상
- 브릿지 부부 - 조앤 우드워드 수상

### 남우주연상
- 좋은 친구들 - 로버트 드 니로 수상
- 사랑의 기적 - 로버트 드 니로 수상

### 여우조연상
- 마이애미 블루스 - 제니퍼 제인슨 리 수상
- 브룩클린으로 가는 마지막 비상구 - 제니퍼 제인슨 리 수상

### 남우조연상
- 오랜 친구 - 브루스 데이비슨 수상

### 촬영상
- 마지막 사랑 - 비토리오 스토라로 수상

### 외국영화상
- 더 걸

### 신인감독상
- 메트로폴리탄 - 윗 스틸만 수상